# Arsak Pontski
Arsak Pontski je bil princ in okoli leta 37 pr. n. št. kralj Pontskega kraljestva v 1. stoletju pr. n. št., * ni znano, † 37 ali 36 pr. n. št.
Bil je drugi sin in najmlajši otrok pontskega kralja Farnaka II.  in njegove žene, ki je bila po poreklu Sarmatka. Imel je starejšega brata Darija in sestro Dinamido. Njegova stara starša po očetovi strani sta bila pontski kralj Mitridat VI. in njegova prva žena/sestra Laodika. 
Po Strabonu  je Arsaka in Darija med obleganjem Polemona I. in Likomeda Komanskega varoval glavni upornik Arsak. Leta 37 pr. n. št. je Darij umrl in Arsak ga je nasledil kot kralj Pontskega kraljestva. Za kralja ga je postavil rimski triumvir Mark Antonij. Po Strabonu je med Arsak med svojo vladavino "igral vlogo vladarja in je brez dovoljenja rimskega prefekta spodbujal k uporu". Arsakova vladavina je bila kratka, saj je konec leta 37 pr. n. št. ali morda leta 36 pr. n. št. umrl. Mark Antonij je na pontski prestol kot njegovega naslednika postavil Polemona I.

## Vir
- The Dynastic History of the Hellenistic Monarchies of Asia Minor According to Chronography of George Synkellos by Oleg L. Gabelko

| Arsak Pontski Mitridatska dinastijaRojen: ni znano Umrl: 37/36 pr. n. št. |                                                |                       |
| Vladarski nazivi                                                          |                                                |                       |
| Predhodnik: Darij                                                         | Kralj Pontskega kraljestva okoli 37 pr. n. št. | Naslednik: Polemon I. |